# Éthique de l'informatique
L'éthique de l'informatique est une branche de l'éthique appliquée qui traite de la façon dont les usagers et les professionnels de l'informatique font un usage de l'information et prennent des décisions au regard de critères éthiques en commençant, par exemple :
- par se protéger soi-même, par exemple en adoptant un logiciel antivirus;
- par mieux protéger et respecter les autres;
- et également par respecter l'environnement, en adoptant notamment des règles de sobriété numérique.

L'éthique de l'informatique s'intéresse tant à la gouvernance (décision du management) qu'au comportement individuel des utilisateurs et des professionnels de l'informatique.
En 2009, l'utilisation massive de courriers électroniques nécessite par exemple la définition de règles éthiques pour l'usage de l'information.

## Dans le monde
En 2022, pour la branche IA de l'informatique, l'organisation de coopération et de développement économiques (OCDE) publie des recommandations pour l'IA basée sur la notion d'IA digne de confiance. Outre évidemment l'économie et la croissance, certains principes éthiques pour l'IA sont mis en avant, comme l'environnement durable, le bien-être, les valeurs centrées sur l'humain, l'équité, la transparence, l'explicabilité, la robustesse, la sécurité et la responsabilité.

## Aux États-Unis
Aux États-Unis, le terme « computer ethics » fut forgé pour la première fois par Walter Maner au milieu des années 1970, mais ce ne fut que dans les années 1990 qu'il commença à s'intégrer réellement dans les programmes de développement professionnel des milieux académiques.

## En Europe
Concernant l'intelligence artificielle, le groupe d’experts indépendants de haut niveau sur l’intelligence artificielle (GEHN IA), mandaté par la Commission européenne, a produit en 2019 des lignes directrices en matière d'éthique pour une IA digne de confiance. Plus complètes que les recommandations de l'OCDE, elles comprennent des exigences clefs basées sur quatre principes éthiques issus des droits fondamentaux. Parmi ces exigences on trouve l'action humaine et le contrôle humain, la robustesse technique et la sécurité, le respect de la vie privée et la gouvernance des données, la transparence (traçabilité et explicabilité), la diversité, la non-discrimination et l'équité (notion de biais injuste et d'accessibilité), le bien-être sociétal et environnemental (dont l'impact social ou sur les sociétés et démocraties), enfin la responsabilité (inclus arbitrages et recours).
Avant cette date, d'autres initiatives européenne similaires pour de l'éthique dans l'IA avaient également vu le jour (IEEE).
Les principes édictés dans ces recommandations orientées IA sont largement applicable à l'informatique et au numérique en général, les algorithmes d'IA n'étant qu'un cas particulier des algorithmes informatiques généraux.

## En France
Le Cigref et le SYNTEC ont mis au point une charte commune, qui n'est pas vraiment un code de déontologie. Les thèmes mis en avant sont les suivants :
- la connaissance des métiers ;
- la transparence ;
- l'impartialité ;
- la qualité ;
- l'innovation ;
- la diffusion de l'information ;
- le partage des connaissances ;
- la productivité ;
- le suivi.

Il est prévu un bilan annuel relatif à l'application de la charte.
Le Cigref et le SYNTEC ont décidé de mettre en place des groupes de travail spécialisés autour de quatre métiers :
- intégration de systèmes ;
- progiciels ;
- infogérance ;
- conseil.

Les guides suivants sont disponibles :
- Déontologie des usages des SI, par le Cigref, avec le Cercle d'Éthique des Affaires (CEA) (2006)[5] ;
- Charte AFAI, applicable à tout utilisateur d'un système de base de connaissance (2006) ;
- Charte du conseil général, applicable aux agents, aux vacataires, et aux prestataires.

Le Cigref et le Syntec numérique ont publié en octobre 2018 un « référentiel pratique pour les acteurs du numérique ».
En 2022, le gouvernement français met en avant la charte Numérique Responsable de l'Institut du Numérique Responsable (un think tank éponyme), qui adresse des notions comme la limitation de l'impact et de consommations, l'inclusion (via notamment le RGAA), la durabilité, les pratiques numériques éthiques et responsables, le numérique mesurable, transparent et lisible, enfin l'émergence de nouveaux comportements (dont le bien-être, le bien-vivre ensemble et la qualité de vie).